# Glaurocara townsendi
Glaurocara townsendi là một loài ruồi trong họ Tachinidae.